# Exèrcit de lleva
Exèrcit de lleva és aquell exèrcit regular que es compon tant de militars professionals (i de voluntaris) com de personal de lleva. En un exèrcit de lleva es distingeix entre:
- exèrcit permanent: compost de professionals, d'una banda, i, de l'altra, de reclutes que realitzen el servei militar; també pot incloure voluntaris no professionals. Els militars professionals constitueixen els quadres de l'exèrcit, amb un nombre reduït de classes de tropa; els reclutes constitueixen el gruix del personal de tropa.
- reserva (forçosa): composta dels reservistes, bàsicament civils que ja han conclòs el període actiu de servei militar i que són susceptibles d'ésser mobilitzats (cridats a les armes) en cas necessari, per a augmentar els efectius de l'exèrcit regular, tot complementant l'exèrcit permanent.

L'exèrcit de lleva, doncs, comporta l'existència del servei militar obligatori. Constitueix, així, un dels dos grans models d'exèrcit regular, tot contrastant amb el model d'exèrcit professional. El model d'exèrcit de lleva ha estat l'habitual a la major part d'Europa i d'Amèrica d'ençà la Revolució Francesa (amb l'excepció principal del món anglòfon). Permet la formació d'exèrcits gegantins (en termes de milions de combatents), necessaris en guerres modernes de gran escala. També ha estat útil, des del punt de vista de l'Estat, com a escola de nacionalisme estatal, i com a via amb què disciplinar els civils. En molts estats aquest model és rebutjat per gran part de la població, refractària al servei militar, el qual considera una imposició autoritària o una pèrdua de temps.
Avui dia el model d'exèrcit de lleva coneix una certa decadència en favor de la professionalització exclusiva (exèrcit professional), sobretot al món capitalista desenvolupat, potser perquè molts estats no es creuen en perill de guerra oberta de defensa del territori, i només preveuen operacions de policia a gran distància del territori propi.